# Jaroslav Štěrbáček
Jaroslav Štěrbáček (12. února 1913 Dolní Lhota – 31. srpna 1940 ústí Temže u Wenningtonu) byl český stíhací pilot, účastník bitvy o Británii a oběť druhé světové války.

## Život

### Před druhou světovou válkou
Jaroslav Štěrbáček se narodil 12. února 1913 v Dolní Lhotě u Blanska. V Blansku vychodil obecnou a měšťanskou školu a v Brně vystudoval Vyšší školu strojnickou, kterou zdárně ukončil maturitou v roce 1932. V témže roce nastoupil prezenční vojenskou školu, v rámci které absolvoval letecké učiliště v Prostějově a zařazení leteckého pozorovatele. Rozhodl se pro kariéru vojáka z povolání a nastoupil do Vojenské akademie v Hranicích, kde dokončil studium v roce 1937. Následoval pilotní výcvik opět v leteckém učilišti v Prostějově, oprávnění vojenského pilota obdržel 1. srpna 1938. Dosáhl hodnosti poručíka, nalétal celkem 380 hodin.

### Druhá světová válka
Po německé okupaci v březnu 1939 opustil Jaroslav Štěrbáček 30. června ilegálně Protektorát Čechy a Morava a přes Polska se dostal do Francie, kam dorazil 31. července a kde bylo jedinou možností vstoupit do cizinecké legie. Měl být přesunut do severní Afriky, ale z důvodu vypuknutí druhé světové války se tak již nestalo. Jaroslav Štěrbáček byl zařazen do francouzského letectva a přeškoloval se na tamní techniku, což dokončil 16. května 1940. Po pádu Francie v červnu 1940 se přes Bordeaux evakuoval do Spojeného království, kde vstoupil do Royal Air Force, byl zařazen do 310. československé stíhací perutě. Zúčastnil se bitvy o Británii a stal se prvním československým letcem, který v ní položil život. Dne 31. srpna 1940 se na stroji Hawker Hurricane zúčastnil patroly nad North Wealdem, během které se zapojil do boje proti německým bombardérům. Jeho stroj se zřejmě zřítil u Wenningtonu do ústí řeky Temže a Jaroslav Štěrbáček zahynul. Byl jediným ztraceným pilotem tohoto boje, svědkové viděli jeho letoun v prudkém strmém klesání, stroj ani tělo nebylo nikdy nalezeno. Na hřbitově v Brookwoodu mu byl zřízen symbolický hrob.

## Posmrtná ocenění
- Jaroslav Štěrbáček byl v roce 1946 in memoriam povýšen do hodnosti štábního kapitána a po roce 1989 do hodnosti plukovníka
- Jaroslavu Štěrbáčkovi byl v roce 1947 in memoriam udělen prezidentem republiky Československý válečný kříž 1939
- Jaroslavu Štěrbáčkovi byla na jeho rodném domě v Dolní Lhotě čp. 79 odhalena pamětní deska[1]
- Jaroslavu Štěrbáčkovi byl v roce 1995 udělen titul čestného občana města Blanska